# Sergio Insunza
Sergio Insunza Barrios (5 de mayo de 1919-19 de julio de 2014) fue un abogado y político chileno, miembro del Partido Comunista (PC). Fue relegado a propósito de la «revuelta popular» de abril de 1957; se desempeñó como subsecretario general de Gobierno, en 1970, y posteriormente ministro de Justicia, durante el gobierno del presidente socialista Salvador Allende, entre 1972 y 1973.

## Biografía
Hijo de José María Insunza y Dolores Barrios, estudió en la Facultad de Derecho de la Universidad de Chile, donde conoció a Aída Figueroa Yávar —hermana de Juan Agustín Figueroa Yávar— (abogada y política; prominente dirigente del Partido Radical, subsecretaria del Trabajo en 1970), con quien contrajo matrimonio. Insunza y Figueroa fueron amigos del poeta Pablo Neruda, a quien Insunza incluso asesoró legalmente. Tuvieron cinco hijos; Aida (médica), Ramiro (arquitecto), Gonzalo Alfonso (abogado), Álvaro (médico) y Rafael (traductor).
Militante comunista, asumió en el primer gabinete de Salvador Allende como subsecretario General de Gobierno cargo que mantuvo hasta el 2 de noviembre de 1972 en que fue nombrado  ministro de Justicia, responsabilidad que ejerció hasta el 11 de septiembre de 1973, cuando un golpe de Estado militar derrocó el gobierno de la Unidad Popular (UP). Como alto dirigente del gobierno, Insunza fue llamado por los golpistas a presentarse en el primer bando militar bajo apercibimiento, sin embargo logró evadir los controles militares, y salió de Chile junto a su cónyuge febrero de 1974 viajaron a Berlín Este, capital de la República Democrática Alemana, donde se asentaron hasta su retorno a Chile.
En el exilio, Insunza fue activista contra las violaciones a los Derechos Humanos cometidas por la dictadura de Augusto Pinochet, creando la Comisión Internacional Investigadora de los Crímenes cometidos por la Junta Militar en Chile, que sesionó en diferentes ciudades de Europa, África y Latinoamérica, e integró la Asamblea de Juristas Democráticos.